# Martin PBM Mariner

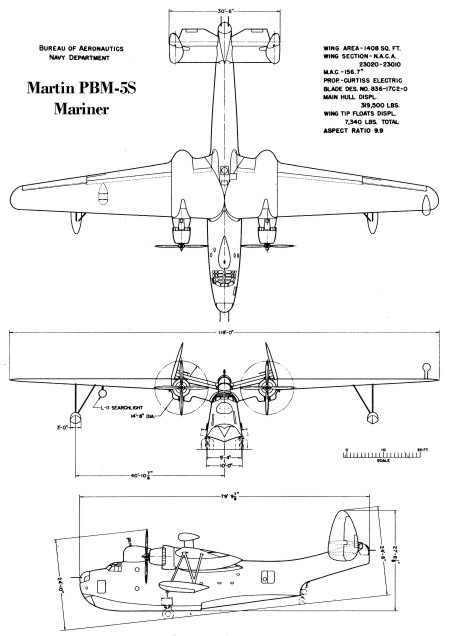
Схематичне зображення летючого човна «Мартин» PBM «Марінер»

«Мартин» PBM «Марінер» (англ. Martin PBM Mariner) — американський двомоторний летючий човен-патрульний/протичовновий літак виробництва авіакомпанії Glenn L. Martin Company, розроблений напередодні Другої світової війни. Створювався на заміну Consolidated PBY Catalina, але продовжували експлуатуватися паралельно протягом усієї світової війни та на початковій фазі Холодної війни. Загалом було випущено 1 366 гідролітаків, що використовувалися збройними силами різних держав.

## Історія
У 1937 році фірма Martin взяла участь в конкурсі на замовлення авіації ВМС США на будівництво чотиримоторного летючого човна. Компанія виступила зі своєю «моделлю 160», але перемогу на конкурсі здобула компанія «Консолідейтед» з гідролітаком PB2Y «Коронадо», а компанія «Мартін» навіть не зуміла пройти до фіналу конкурсу і не змогла отримати замовлення на будівництво літака-прототипу. Але через надмірно високу вартість летючий човен PB2Y масово не випускався. Втім, в американському флоту продовжувала існувати гостра потреба в іншому летючому човні, який мав перевершувати за своїми характеристиками «Каталіну», але був би дешевшим за «Коронадо». У цій ситуації конструктори фірми Martin змогли оперативно переобладнати свій прототип у двомоторну версію, який отримав позначення «модель 162». Цей летючий човен був оснащений новітніми на той час двигунами «Райт» R-2600 «Циклон», які дозволяли добитися значного зростання льотних характеристик у порівнянні з «Каталіною», більш того він мав меншу вартість, ніж чотиримоторна версія. 30 червня 1937 року компанія «Мартін» отримала замовлення від ВМС на будівництво прототипу XPBM-1 (англ. Experimental Patrol Bomber Martin 1 (XPBM-1).
28 грудня 1937 року керівництво американського флоту підписало контракт на серійне виробництво перших 21 одиниці літака PBM-1.
18 лютого 1939 року перший прототип нового летючого човна Martin під позначенням XPBM-1 вперше піднявся в небо. Під час випробувань літак продемонстрував, без будь-яких перебільшень, видатні дані. Зокрема, була досягнута максимальна швидкість польоту в 341 км/год (на висоті 3650 м), а дальність польоту при злітній масі 18 360 кг (у тому числі 454 кг бомбового навантаження) склала 5520 км. Під час початкового етапу льотних випробувань на прототипі ще не було встановлено оборонне озброєння — місце носової башточки закривав спеціальний тимчасовий обтічник. У вересні 1939 року після внесення ряду змін у конструкцію (переробили нижню частину човна, і консолі стабілізатора) було ініційовано початок серійного випуску летючих човнів Martin PBM «Mariner» (Model 162). В цілому до 1949 року було побудовано понад 1300 «Марінер» різних типів. Після завершення Другої світової війни ВМС США передали 3 летючих човна РВМ-5 флоту Уругваю, 17 човнів було передано ВМС Нідерландів і деяку кількість флоту Аргентини.

## Варіанти
- XPBM-1 (Model 162) — прототип, оснащений двома радіальними поршневими авіаційними двигунами Wright R-2600-6, потужністю 1600 к.с.
- PBM-1 (Model 162) — перша серійна версія. Озброєна 5-ма 12,7-мм великокаліберними кулеметами Browning M2. Побудований 21 літак.
- XPBM-2 (Model 162) — модифікація одного з серійних PBM-1, який мав збільшений запас палива та додаткове устаткування для старту з корабельних катапульт. Розроблявся для виконання функцій далекого морського бомбардувальника.
- PBM-3 (Model 162B) — удосконалена версія з двома двигунами R-2600-12, потужністю 1700 к.с. Випущено 32 одиниці.
- PBM-3R (Model 162B) — варіант летючого човна PBM-3 без озброєння. 31 переобладнаний з PBM-3 та випущено 18 нових.
- PBM-3C (Model 162C) — модифікація патрульного літака з посиленим озброєнням, оснащенням радаром AN/APS-15. 274 одиниці.
- PBM-3B (Model 162C) — 33 екземпляри «Марінер» GR Mk.I, що перебували на службі в Королівських ПС Великої Британії та були повернуті до ВМС США.
- PBM-3S (Model 162C) — версія протичовнового літака з меншим озброєнням та збільшеним радіусом дії. 94 побудові в цій версії, 62 — переобладнані зі старих зразків.
- PBM-3D (Model 162D) — варіант патрульного літака з двигунами підвищеної потужності R-2600-22 (по 1900 к.с.) та потужнішою зброєю. 259 одиниць.
- PBM-4 (Model 162E) — версія з двигунами Wright R-3350 (по 2700 к.с.) Не будувався.
- PBM-5 (Model 162F) — модифікований варіант з двома двигунами Pratt & Whitney R-2800 Double Wasp (2100 к.с.). 628 одиниць випущено.
- PBM-5A (Model 162G) — літак-амфібія на базі PBM-5 з висувним триколісним ходом, що прибирається; 36 побудовано та чотири конвертовані.
- PBM-5E — версія з удосконаленим радаром.
- PBM-5S — полегшений варіант протичовнового літака на базі PBM-5.
- PBM-5S2 — модернізований варіант протичовнового літака на базі PBM-5 з поліпшеним радарним обладнанням.
- Mariner GR Mk.I — британська експортна версія PBM-3B, що постачалася до Королівських ПС. 32 одиниці (Передано 33 машини, але одна зазнала катастрофу при перельоті через Атлантику).